# Paul-Gilbert Langevin

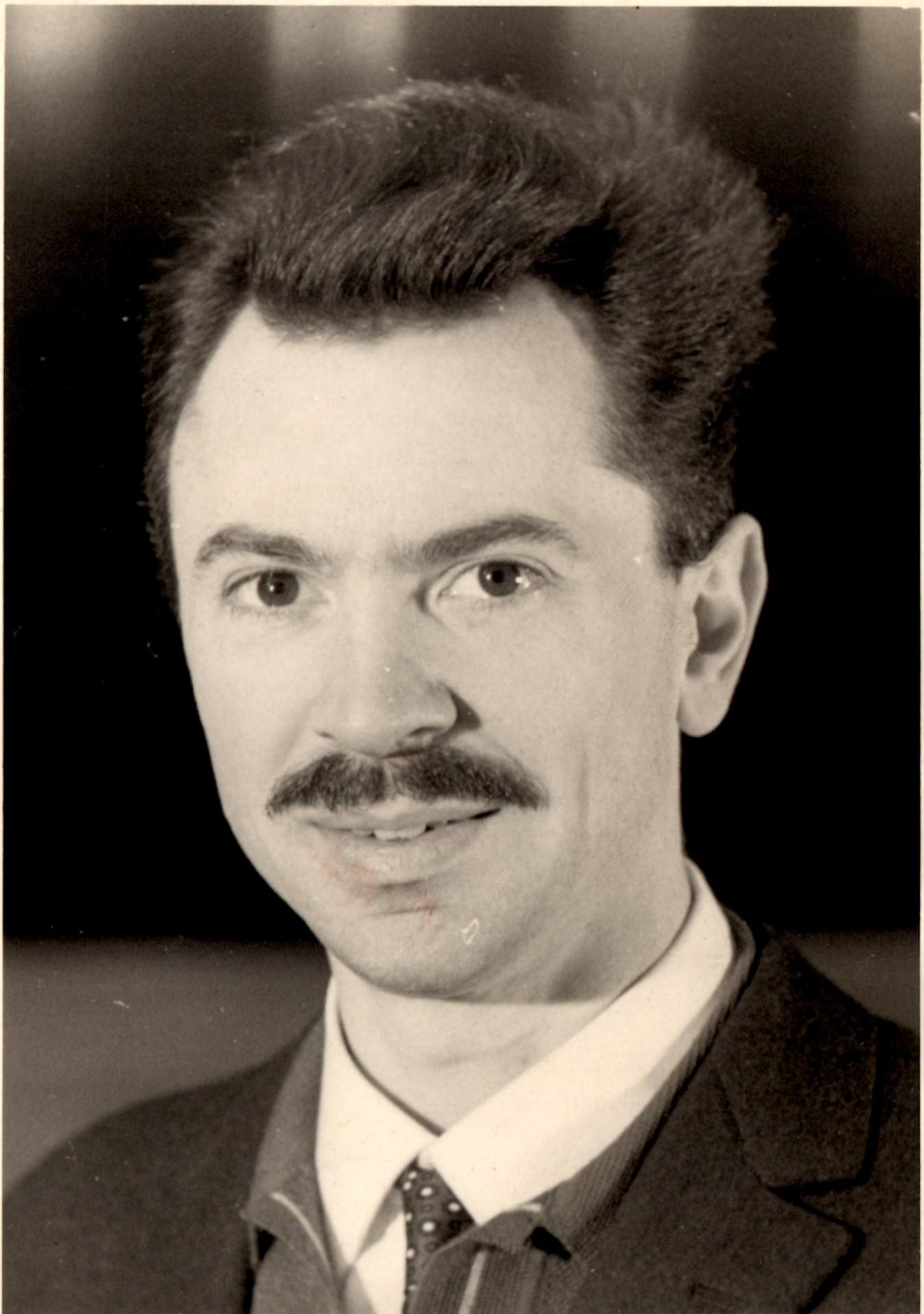
Paul-Gilbert Langevin

Paul-Gilbert Langevin (Boulogne-Billancourt, 5 juli 1933 – Paris, 4 juli 1986) was een Franse musicoloog. Hij schreef boeken over klassieke muziek uit de 19e eeuw.
Hij was de zoon van de natuurkundige Paul Langevin (1872-1946) en de natuurkundige en onderzoeker Éliane Montel (1898-1993). Hij studeerde aan de École supérieure de physique et de chimie industrielles de la ville de Paris, waar zijn vader tussen 1925 en 1946 directeur was.
Hij studeerde een universitair diploma met specialisatie natuurkunde, maar klassieke muziek werd zijn passie, vooral na zijn ontmoeting in 1951 met de jonge dirigent Roberto Benzi en na het luisteren naar de zevende symfonie van Anton Bruckner in 1952.
Later werkte hij als hoogleraar natuurwetenschappen aan de Sorbonne, vervolgens aan de Universiteit Pierre en Marie Curie, en later als onderzoeker in de musicologie.
In 1957 richtte hij de Franse Vereniging "Anton Bruckner" en het tijdschrift "L'Harmonie du monde" op.
Hij schreef boeken en artikelen over 19e-eeuwse klassieke muziek, in het bijzonder over Anton Bruckner, Franz Schubert, Guillaume Lekeu, Albéric Magnard, Guy Ropartz en Charles Koechlin. Hij werkte ook actief mee als muziekcriticus voor tijdschriften, waaronder "Le Monde de la musique".
Langevin stierf op 4 juli 1986, een dag voor zijn 53ste verjaardag, aan nierkanker.
- Bibsys: 90283180
- Bibliothèque nationale de France: cb12618198f (data)
- International Standard Name Identifier: 0000 0000 2378 4881
- Library of Congress Control Number: n81062179
- Nationale Bibliotheek van Israël: 987007454011905171
- Nederlandse Thesaurus van Auteursnamen: 069207836
- Réseau des bibliothèques de Suisse occidentale: 02-A003494867
- Système universitaire de documentation: 061177539
- Virtual International Authority File: 77635154
- WorldCat: E39PBJkMJvtRFD6XqBFgCpJv73